# I Sung-su
I Sung-su (Lee Seung-su, Lee Seung-soo), (* 20. července 1990) je korejský zápasník–judista.

## Sportovní kariéra
Na mezinárodní scéně se objevuje pravidelně od roku 2012. V tvrdé konkurenci korejské reprezentace se prosazuje jen obtížně. Jeho nominace na olympijské hry v Riu na úkor zkušenějšího Wang Ki-čchuna byla pro mnohé velkým překvapením a skončila neúspěchem, když ve třetím kole nestačil na Bulhara Ivajlo Ivanova.
I Sung-su je levoruký judista, jeho osobní technikou je seoi-nage.

### Vítězství
- 2014 - 1x světový pohár (Wollongong)

## Výsledky
| Turnaj            | 2014             | 2015             | 2016             |  |
| Turnaj            | 24               | 25               | 26               |  |
| Turnaj            | polostřední váha | polostřední váha | polostřední váha |  |
| ----------------- | ---------------- | ---------------- | ---------------- |  |
| Olympijské hry    |                  |                  | úč.              |  |
| Mistrovství světa | úč.              | 5.               |                  |  |
| Asijské hry       | —                |                  |                  |  |
| Mistrovství Asie  |                  | —                | úč.              |  |